# Tomasz Zdebel
Tomasz Zdebel, né le 25 mai 1973 à Katowice, est un footballeur polonais qui évolue au poste de milieu de terrain dans les années 1990 et 2000.
Il a été sélectionné à 14 reprises en équipe de Pologne entre 2000 et 2003.

## Palmarès
- Coupe de Belgique : 1999
- Supercoupe de Belgique : 1997, 1999
- Coupe de Turquie : 2001
- Finaliste de la Coupe de Turquie : 2003
- Champion d'Allemagne de deuxième division : 2006